# Stein (Hennef)
Stein ist ein Ortsteil der Stadt Hennef (Sieg) im Rhein-Sieg-Kreis in Nordrhein-Westfalen. Bis 1934 gehörte der Ort Stein  zur Gemeinde Blankenberg.

## Lage
Stein liegt an der Sieg. Der Ort wird von der Landesstraße 333 durchschnitten. Oberhalb des Ortes liegt steil auf dem Berg die Burg Blankenberg. Nachbarorte sind westlich Haus Attenbach und Greuelsiefen, südlich Adscheid und Striefen, nördlich auf der anderen Siegseite Oberauel und Auel, entfernt östlich Bülgenauel.

## Gewässer und historische Mühlen
Neben der Sieg fließen in Stein noch der Ahrenbach, dessen Wasser einst die Unterste Steiner Mühle antrieb, sowie der Limersbach, der quer durch den Ort fließt und bei Haus Attenbach in die Sieg mündet.
Bis in die 1950er Jahre gab es oberhalb der Untersten Steiner Mühle den Unteren Steiner Weiher. Dieser fast 3000 m² große Weiher diente als Mühlteich der Untersten Steiner Mühle. Nachdem die Mühle stillgelegt worden war, fiel er trocken. Doch im Jahr 2005 wurde im Rahmen einer Ausgleichsmaßnahme an alter Stelle ein ca. 300 m² großer Teich angelegt. Ein weiteres Stück aufwärts im Ahrenbachtal gibt es außerdem drei Fischteiche. Einer dieser Teiche diente einst als Mühlteich der mittlerweile abgerissenen Obersten Steiner Mühle.
Die Relikte sowohl der Untersten Steiner Mühle als auch der Obersten Steiner Mühle stehen seit 2008 als „Kulturhistorische Relikte“ unter Denkmalschutz, ebenso wie die Relikte einer weiteren Mühle, der Lohmühle.

## Verkehr
Neben der L 333 führt auch die Kreisstraße 36 durch Stein. Zwischen Stein und Haus Attenbach liegt der S-Bahn-Halt Blankenberg an der Siegstrecke.

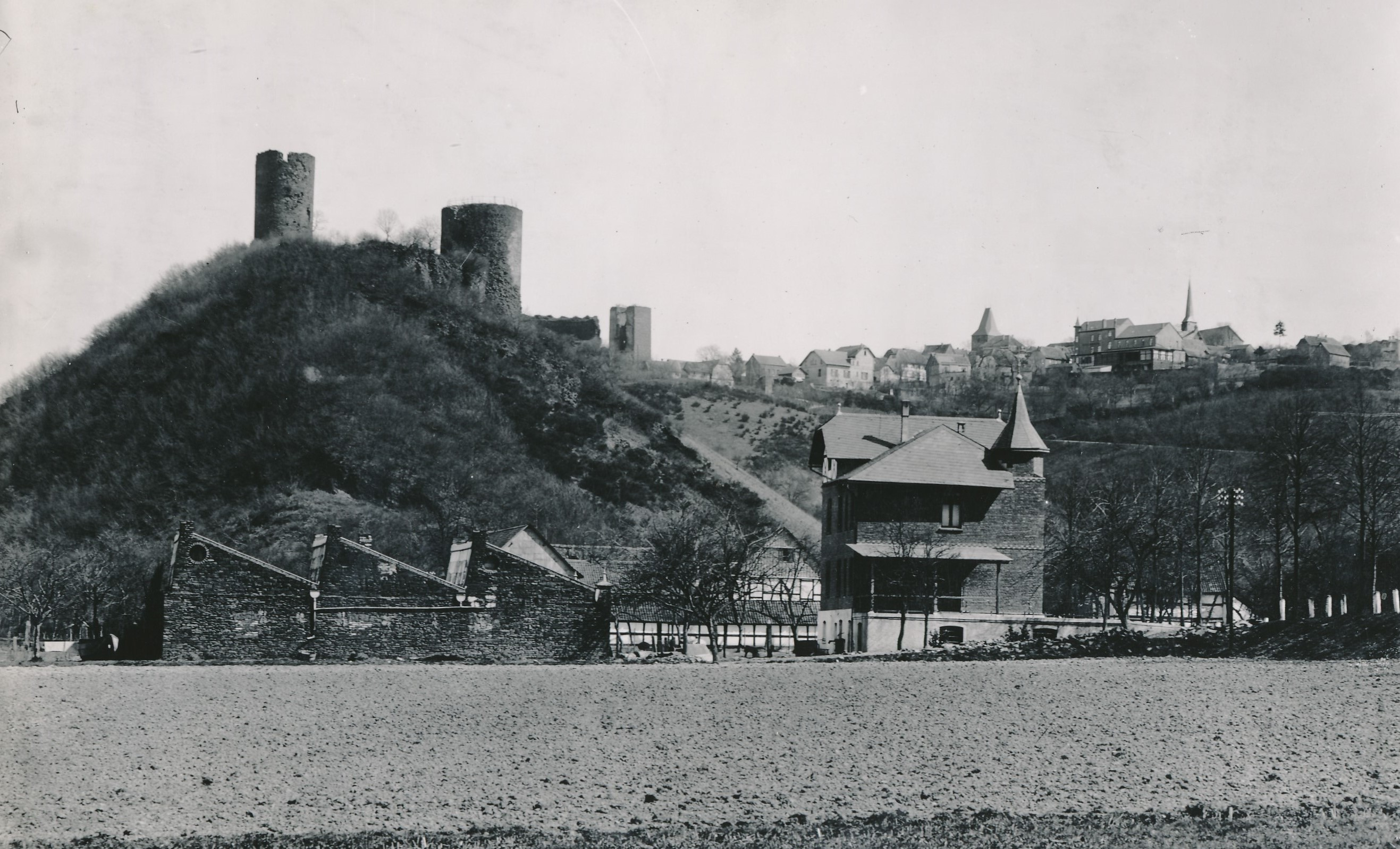
Stein vor Ruine Blankenberg 1908. Im Vordergrund Wohnhaus und Werkstatt Ingenieur Wilhelm Löh

## Geschichte
1910 gab es in Stein die Haushalte Metzger Friedrich Hubert von Carnap senior sowie den Zeichner junior, Wirtin Witwe Peter Dresen, Bahnwärter Johann Ebel, Bahnhofs-Restaurateur Heinrich Haupts, Ackerer und Mühlenbesitzer Wilhelm Pütz, die Rottenarbeiter Heinrich und Wilhelm Quadt sowie eine Ackerin Witwe Wilhelm Quadt, Weichensteller Josef Siegburg, Witwe Matthias Schorn, Witwe Peter Johann Schoog und Tagelöhner Johann Schöder.

## Kapelle

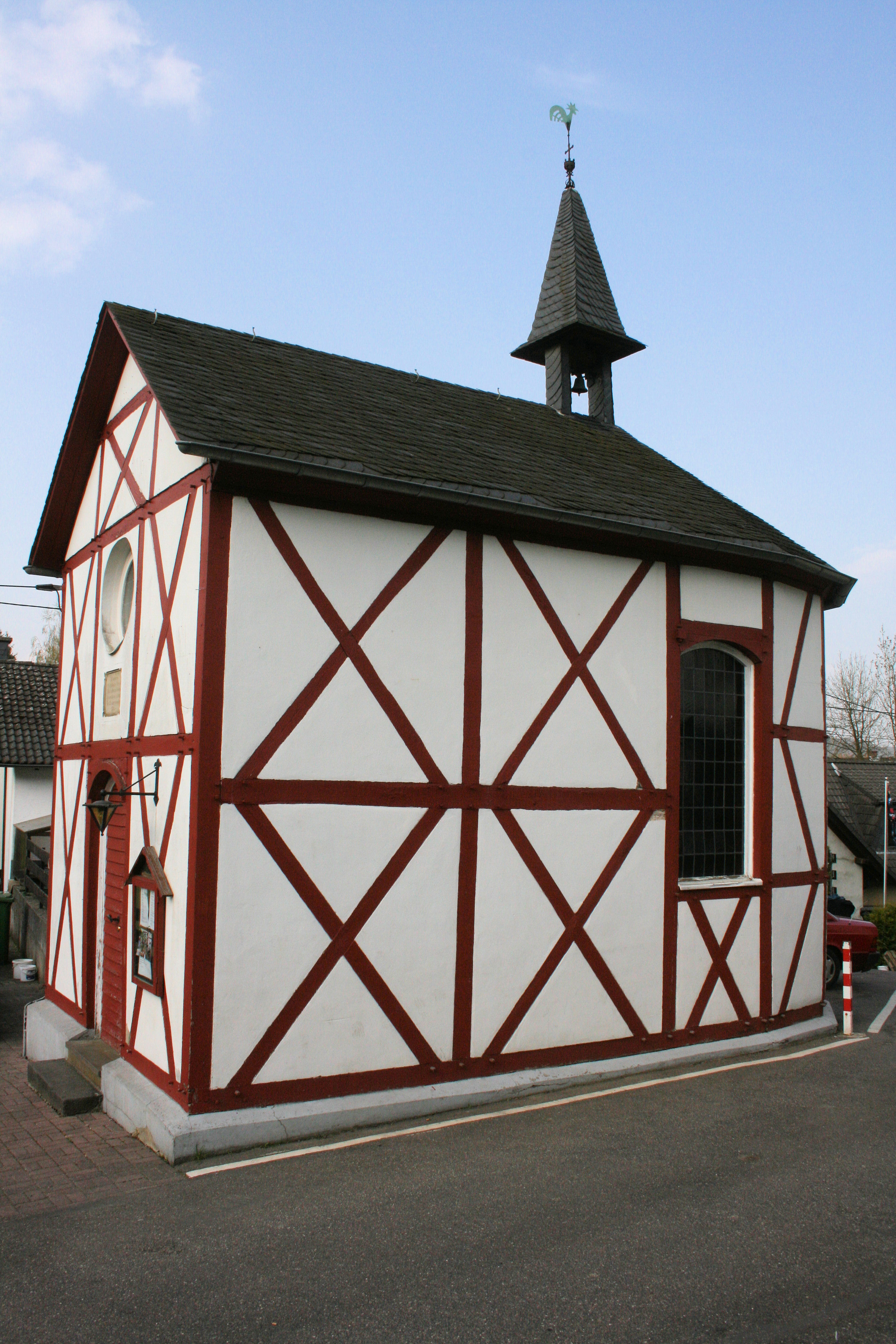
Die Apolloniakapelle in Stein

Die Kapelle in Stein ist der heiligen Apollonia geweiht. Die Vorgängerkapelle wurde 1808 auf Initiative von einer Frau de Rahm erbaut. Da die Kapelle bereits nach 50 Jahren baufällig wurde, stiftete eine wegen Zahnschmerzen dort betende Dame aus Blankenberg 14 Taler zur Renovierung. Während der Renovierung stürzte der Bau ein. Durch eine erneute Kollekte wurde 1865 die jetzige Kapelle ermöglicht. Es handelt sich um einen Fachwerkbau mit kleinem Dachreiter. In der Giebelwand steht die Inschrift In honorem St. Apolloniae Virg. et Mart. multorum fidelium pro auxilio me exstruxit Jos. Brenner parochus 1865. Im Inneren der Kapelle befinden sich neben einem hölzernen Altartisch und einem Holzkreuz ein Ölgemälde auf Holz mit dem Motiv Maria im Rosenhag. Heiligenfiguren säumen die Wände auf hölzernen Konsolen: Josef von Nazaret, Cornelius, Barbara, eine Madonna aus dem Kloster Merten, eine Christusfigur und die heilige Apollonia.